# Seven Seals (album Anthony’ego B)
Seven Seals – czwarty album studyjny Anthony’ego B, jamajskiego wykonawcy muzyki reggae i dancehall.
Płyta została wydana 21 września 1999 roku przez nowojorską wytwórnię VP Records. Nagrania zostały zarejestrowane w studiach Black Scorpio, Cell Block, Celestial Sounds, Grove Recording, Harmony House oraz The Mixing Lab w Kingston. Ich produkcją zajął się Richard "Bello" Bell.

## Lista utworów
1. "Conscious Entertainer"
2. "Free"
3. "Who Shoot First"
4. "Family Business"
5. "Mr. Heartless"
6. "Cover You Tracks"
7. "Conquer All"
8. "You Move Me"
9. "Nah Go Hide" feat. Iyashanti
10. "Wicked People"
11. "Stranger"
12. "Dem A Question"
13. "Miracle of Love"
14. "Hello Mama Africa"
15. "Cut Out That"
16. "Clean Up"
17. "Me Dem Fraid of"
18. "Our Father"

## Twórcy

### Muzycy
- Anthony B – wokal
- Iashanti – wokal (gościnnie)
- Mikey "Mao" Chung – gitara
- Earl "Chinna" Smith – gitara
- Haldane "Danny" Browne – gitara
- Daniel "Axeman" Thompson – gitara basowa
- Leroy "Mafia" Heywood – gitara basowa
- David "Fluxy" Heywood – perkusja
- Sly Dunbar – perkusja
- Paul "Wrong Move" Crossdale – instrumenty klawiszowe
- Robert Lyn – instrumenty klawiszowe
- David Madden – trąbka
- Everton Gayle – saksofon
- Fiona Robinson – chórki
- Cecile Charlton – chórki
- Leba Thomas – chórki
- Marie Gittens – chórki
- Steve Wright – chórki
- Derrick Lara – chórki
- Renee Davis – chórki
- Kashief Lindo – chórki
- Delroy "Worm" Nevin – chórki
- Melissa Benjamin-Rowe – chórki
- Aisha – chórki

### Personel
- Hassan Hamra – inżynier dźwięku
- Cordel "Skatta" Burrell – inżynier dźwięku
- Collin "Bulby" York – inżynier dźwięku, miks
- Delroy "Fatta" Pottinger – inżynier dźwięku, miks
- Jayson "Jahson" Grimes – inżynier dźwięku, miks
- Rohan "Doc Holiday" Dwyer – inżynier dźwięku, miks